# Tajmuraz Dzgojew
Tajmuraz Asłanbiekowicz Dzgojew (ros. Таймураз Асланбекович Дзгоев; ur. 24 lipca 1961) – radziecki zapaśnik walczący w stylu wolnym. Złoty medalista mistrzostw świata w 1982 i 1983. Mistrz świata juniorów w 1981. Mistrz ZSRR w 1982 i 1983; drugi w 1981 roku.